# Bonnie Zacherle
Bonnie D. Zacherle (Norwood, 1º gennaio 1946) è un'illustratrice e designer statunitense, principalmente conosciuta come creatrice di popolari linee di giocattoli come My Little Pony e Nerful.

## My Little Pony
Nell'agosto 1981, Bonnie Zacherle, insieme con lo scultore di Providence, Charles Muenchinger di ed all'imprenditore Steve D'Aguanno di Smithfield, Rhode Island, mentre lavorava per la Hasbro, presentò un brevetto di progettazione per "un disegno ornamentale per un animale giocattolo". Il brevetto, US #D269986, è stato concesso nel mese di agosto 1983.

## Nerful
A metà degli anni ottanta, Zacherle presentò una serie di brevetti che sarebbero diventati in seguito conosciuti come Nerful. LA linea di giocattoli Nerfuls fu prodotta dalla Parker Brothers negli Stati Uniti, dalla Kenner nel Regno Unito e dalla Cromy in Argentina.
Questi giocattoli consistevano di tre pezzi (cappello/capelli, palla/faccia e corpo di plastica). Tutte queste parti erano intercambiabili dando la possibilità di modificare l'aspetto dei personaggi, e la testa poteva essere utilizzata davvero come palla.